# ستوراكيوس
ستوراكيوس أو ستوركيوس ((باليونانية: Σταυράκιος)‏; ولد بعد 778 – 11 يناير 812 م) كان الإمبراطور البيزنطي من 26 يوليو إلى 2 أكتوبر 811. وقد ولد في وقت ما بعد 778 م، من نقفور الأول، وامرأة غير معروفة. استولى نقفور على عرش الإمبراطورية البيزنطية من إيرين أثينا في عام 802، ورفع ستوراكيوس إلى الإمبراطور المشارك في ديسمبر 803. بعد سقوط نقفور في معركة بليسكا في 26 يوليو 811، تم إعلان ستوراكيوس إمبراطورًا، على الرغم من إصابته الشديدة. وبسبب ذلك، وبسبب هذه الإصابات كان عهده قصيرًا، وتم خلعه من قبل شقيق زوجته، ميخائيل الأول رانجابي، في 2 أكتوبر 811، وبعد ذلك تم إرساله ليعيش في دير، حيث بقي حتى مات من الغرغرينا. في 11 يناير 812.

## روابط خارجية
| ستوراكيوس Nikephorian dynastyولد: قبل 778 توفي: 11 يناير 812 |                                                 |                    |
| ألقاب الحكم                                                  |                                                 |                    |
| سبقه نقفور الأول                                             | الإمبراطور البيزنطي 26 يوليو 811 – 2 أكتوبر 811 | تبعه ميخائيل الأول |